# 波穆尔统计区
穆尔统计区，或称波穆尔统计区是斯洛文尼亚东北部的一个统计区。总面积1,337平方公里，总人口122,717(2004)。波穆尔统计区包含27个市镇。该地区最大城市为穆尔斯卡索博塔。该统计区得名于穆尔河。

## 经济
经统计，41.2%的居民从事服务业，44.8%从事工业，14.0% 从事农业。旅游人次占全国旅游人次的7.8%，大部分来自斯洛文尼亚国内。波穆爾統計區為斯洛維尼亞失業率最高的區域。